# Phytoecia vulneris
Phytoecia vulneris — вид жесткокрылых из семейства усачей.

## Распространение
Распространён на юго-востоке Франции, в Италии, Хорватии, Сербии и Македонии.

## Описание
Жук длиной от 8 до 14 мм. Время лёта с мая по июль.

## Развитие
Жизненный цикл вида длится один год. Кормовыми растениями служат различные вида травянистых растений.

## Подвиды
- Phytoecia vulneris eremita Sama, 1999
- Phytoecia vulneris vulneris Aurivillius, 1923